# Субура
Субура (лат. Subura, от этр. spura — «город») — в античности название района Древнего Рима.
Субура, располагавшаяся в низине между холмами Эсквилин, Виминал, Квиринал и Циспий, являлась оживлённым местом, населённым в основном бедняками, с большим количеством притонов. 
Жилищные условия в районе были отчасти очень стеснёнными, как описывают Ювенал и Марциал. Античные авторы описывают Субуру как опасную, шумную, сырую и грязную, с множеством торговцев и проституток.
Через Субуру проходила clivus Suburanus, соединявшая Аргилет (лат. Argiletum) и Эсквилинские ворота (лат. Porta Esquilina).